# 5955 Хромченко
5955 Хромченко (5955 Khromchenko) — астероїд головного поясу, відкритий 2 вересня 1987 року.
Тіссеранів параметр щодо Юпітера — 3,302.
Названий на честь Володимира Хромченка, вчителя музики в Ялті, який спорудив перший саморобний орган в Україні.